# 常永 (百济)
常永（韓語：상영）是百济末年的官员，百济灭亡后归顺新罗。

## 生平
660年，新罗与唐朝联合进攻百济，達率常永上奏义慈王，认为：「唐兵遠來，意欲速戰，其鋒不可當也。新羅人前屢見敗於我軍，今望我兵勢，不得不恐。今日之計，宜塞唐人之路，以待其師老。先使偏師，擊羅軍，折其銳氣，然後，伺其便而合戰，則可得以全軍，而保國矣。」8月20日（农历七月初九日），义慈王派常永与阶伯率军在黄山与金庾信指挥的五万新罗精锐部队交战。最终百济战败，阶伯等人战死，常永与忠常等二十余人向新罗投降。常永与忠常被新罗太宗武烈王金春秋授予六头品贵族，担任一吉飡的官职，编入新罗贵族之列。

## 登场的影视作品
- 《三国记》-KBS，1992年~1993年，演员：车基焕
- 《大王之梦》-KBS，2012年~2013年，演员：元锡渊